# Roland Lhotta
Roland Lhotta (* 11. April 1962 in Düsseldorf) ist ein deutscher Politikwissenschaftler und Hochschullehrer.

## Leben
Lhotta erlangte seine allgemeine Hochschulreife 1981 in Ratingen. Anschließend studierte er von 1981 bis 1987 Politikwissenschaften, Soziologie und Germanistik an der Universität Düsseldorf sowie im Nebenstudium Rechtswissenschaften an der Universität zu Köln. 1987 schloss er sein Studium an der Universität Düsseldorf als Magister Artium ab. Nach einem Promotionsstipendium wurde er dort auch 1994 mit einer Arbeit über Verfassungsgerichtsbarkeit und Föderalismus zum Dr. phil. promoviert.
Von 1999 bis 2001 war Lhotta Direktor des Instituts für Politikwissenschaft der Universität Bremen.
Seit 2004 ist Lhotta Inhaber der „Professur für Politikwissenschaft, insbesondere das politische System der Bundesrepublik Deutschland“ an der Helmut-Schmidt-Universität/Universität der Bundeswehr Hamburg.

## Werke  (Auswahl)
- Imperiale Verfassungsgerichtsbarkeit und Föderalismus. Das Judicial Committee of the Privy Council und der BNA Act, Baden-Baden: Nomos, 1995, Univ. Düsseldorf 1994. ISBN 3-7890-3837-7 (Dissertation).
- Föderalismus in der Bundesrepublik Deutschland, 2., vollständig überarb. Aufl., Opladen: Leske & Budrich, 2004.
- als Herausgeber: Die Integration des modernen Staates. Zur Aktualität der Integrationslehre von Rudolf Smend, Baden-Baden: Nomos, 2005, ISBN 3-8329-1421-8
  - darin: Rudolf Smends Integrationslehre und die institutionelle Rückgewinnung des Politischen im modernen Staat des permanenten Übergangs, S. 35–67.
- mit Oliver Lembcke, Verena Frick (Hrsg.): Politik und Recht. Umrisse eines politikwissenschaftlichen Forschungsfeldes. Baden-Baden: Nomos, 2017, ISBN 978-3-8487-3682-9.